# Weinzierl (Herrschaft)
Die Herrschaft Weinzierl war eine Grundherrschaft im Viertel ober dem Wienerwald im Erzherzogtum Österreich unter der Enns, dem heutigen Niederösterreich.

## Ausdehnung
Die Herrschaft Weinzierl, der auch Wocking, Heiligengeist, Weichselbach, Petzenkirchen, Wieselburg, Rothenhaus und der Edelsitz Perzlhof angehörten, umfasste zuletzt die Ortsobrigkeit über Au bei Wieselburg, Bodenstorf, Unteretzerstetten, Gimpering, Grub bei Rothenhaus, Gumprechtsfeld, Haag bei Wieselburg, Holzhäuseln, Krügling, Marbach, Neumühl, Mitterwasser, Nottendorf, Plaika bei Wieselburg, Rottenhaus, Unterschweinz, Still, Ober-Söllingerwald, Wechling, Weinzierl, Wieselburg, Zeil, Ströblitz, Bach bei Oberndorf, Baulanden, Berging bei Petzenkirchen, Brunnwiesen, Diesenborf hinter Weichselbach, Dürrokert, Kagelsberg, Forst am Berg, Furth, Geretzbach, Grub bei Ruprechtshofen, Gumprechtsberg, Hohenberg, Arb, Holzing, Hub bei Ruprechtshofen, Kolm, Lehen bei Ruprechtshofen, Niederndorf, Okert, Oedt bei rothen Kreuz, Petzenkirchen, Plaika bei Petzenkirchen, Pledichen, Polla, Rainberg, Reisenhöfen, Rinn bei Oberndorf, Rothenhof, Schachau bei Dberndorf, Thalling bei Petzenkirchen, Waasen bei Ruprechtshofen, Weg bei Oberndorf, Weinzierlberg, Winten, Wocking, Wohlfahrtsbrunn, Breitschollen und Köchling. Der Sitz der Verwaltung befand sich im Schloss Perzlhof.

## Geschichte
Der letzte Inhaber der Patrimonialherrschaft war Kaiser Ferdinand I. In Folge der Reformen 1848/1849 wurde die Herrschaft aufgelöst.